# Pleaux

Pleaux este o comună în departamentul Cantal, Franța. În 1 ianuarie 2022 avea o populație de 1.464 de locuitori.